# Григорије Декаполит
Преподобни Григорије Декаполит је хришћански светитељ из 9. века. 
Рођен је у Декапољу Исавријском, данашњи Дар ес Салам. Након завршеног школовања у својој 14-тој години се замонашио. Живео је на разним местима: у Византији, у Риму, на гори Олимпу. Да је значајан допринос борби против иконоборства.
Живео дуго и богоугодно, а умро је 816. године у Цариграду.
Православна црква прославља преподобног Григорија 20. новембра по јулијанском календару.